# San Giorgio del Sannio
San Giorgio del Sannio község (comune) Olaszország Campania régiójában, Benevento megyében.

## Fekvése
A Sabato és Calore Irpino folyók közötti Montefusco hegység lábainál fekszik, a megye délkeleti részén. Határai: Apice, Calvi, Paduli, San Martino Sannita, San Nazzaro és San Nicola Manfredi.

## Története
Első írásos említése 1135-ból származik, noha területe már a rómaiak által lakott volt. A község 1811-ben jött létre az addig önálló falvak egyesítésével. A középkor során a montefuscói grófok, majd az ultrai hercegek birtoka volt.

## Népessége
A népesség számának alakulása:

## Fő látnivalók
- Madre di San Giorgio Martire-templom
- Santa Maria, a Ginestra-templom
- San Francesco-templom
- San Rocco-templom